# مزرعة الحمرا
مزرعة الحمرا هي إحدى القرى اللبنانية من قرى قضاء النبطية في محافظة النبطية.